# モールトナ (小惑星)
モールトナ (993 Moultona) は小惑星帯に位置する小惑星である。1923年1月12日、ベルギー生まれの天文学者ジョージ・ファン・ビースブルックがアメリカ合衆国のヤーキス天文台で発見した。
アメリカ合衆国の天文学者フォレスト・モールトンから命名された。
MUSES-C（はやぶさ）後継機の探査対象候補として検討されたことがある。